# Lilly Fenichel
Lilly Fenichel (*  1927 in Wien, Österreich; † August 2016 in Albuquerque, New Mexico) war eine amerikanische Malerin. Sie war eine der bedeutendsten Malerinnen der frühen Bewegung des Abstrakten Expressionismus in San Francisco.

## Leben und Werk
Fenichel war die Tochter eines Arztes und einer Modedesignerin. Ihr Onkel war der Psychoanalytiker Otto Fenichel. Nach dem Einmarsch der Nationalsozialisten in Österreich floh ihre Familie 1939 zunächst nach Großbritannien und dann in die Vereinigten Staaten, wo sie sich in Hollywood niederließen. Fenichel studierte von 1946 bis 1947 Kunst am Chouinard Art Institute und anschließend bis 1948 am Los Angeles City College. Sie zog dann in die San Francisco Bay Area und studierte von 1950 bis 1952 an der California School of Fine Arts, wo sie mit den Malern Edward Corbett, Hassel Smith, Elmer Bischoff und David Park zusammenarbeitete.
Ihre Gemälde aus dieser Zeit spiegeln den gestischen Expressionismus wider, der mit einer jüngeren Generation der Bay Area School verbunden ist. Während sie in Los Angeles malte, freundete sie sich mit den Mitgliedern des Boys Club an, zu dem Edward Moses, Ed Ruscha, Larry Bell und Billy Al Bengston gehörten, aber auch mit Sam Francis, Rudi Gernreich, Aldous Huxley und Noel Harrison.
Die Abstraktionen, die Fenichel 1951 in ihrer ersten Ausstellung, einer gemeinsamen Gemäldeausstellung mit Philip Roeber, in der Galerie Lucien Labaudt zeigte, entsprachen eher der Farbpalette und dem rauen Umgang mit der Farbe von Ex-GIs wie Jack Jefferson und Frank Lobdell.
1952 zog Fenichel nach New York City, wo sie das Gefühl hatte, dass Künstlerinnen mehr Respekt erlangten. Sie teilte sich ein Atelier mit Harlan Jackson und unterrichtete Kunstkurse am Museum of Modern Art. Sie freundete sich unter anderem mit Mark Rothko, Jackson Pollack, Franz Kline und Miller Resnick an. Ihre Gemälde aus dieser Zeit ließen sich stark von diesen Künstlern inspirieren und bewahrten gleichzeitig ihren einzigartigen Charakter.
In den 60er und 70er Jahren knüpfte sie enge Beziehungen zu Künstlern der kalifornischen Avantgarde und malte mit wenig kommerziellem Erfolg. Daher schlug sie schon früh eine parallele Karriere in der Mode- und Filmbranche ein. Sie arbeitete als Fotografen-Stylistin und Art Director und Kostümbildner für Hollywood-Filme. Sie fungierte 1975 als Art Director für den Film Lucky Lady mit Liza Minnelli in der Hauptrolle, 1959 für Jazz on a Summer's Day und 1978 für Circle of Iron.
1980 zog sie nach Taos, wo sie bereits in den 1950er Jahren das Atelier von Edward Corbett besucht hatte. Sie war Mitglied der Taos-Künstlergemeinschaft, die als The Taos Moderns bezeichnet wird und zu denen Clay Spohn, Agnes Martin und Beatrice Mandelman gehörten. Sie richtete sich hier von 1980 bis 1984 ihr Kunstatelier ein. Zu dieser Zeit erforschte Fenichel dreidimensionale Formen und arbeitete mit Holz und Glasfaser, während ihre Gemälde mit Glasuren und synthetischem Polypropylen überzogen wurden. Fenichel zog schließlich nach Corrales und Albuquerque, wo sie hinter ihrem Haus ein Atelier errichten ließ. 1990 kehrte sie wieder zur Malerei zurück.
Im Laufe der Jahre nahm Fenichel immer neue Themen in Angriff und experimentierte mit neuen Medien und Werkzeugen. Fenichel betonte gerne, dass sie keine abstrakte Expressionistin, sondern lediglich eine gegenstandslose Malerin sei. Sie arbeitete bis in die letzten Monate ihres Lebens weiter. 2014 veranstaltete die David Richard Gallery in Santa Fe eine Retrospektive ihrer Arbeit REWIND <> REPLAY: 1950 – 2014.
Fenichel starb im August 2016 im Alter von 89 Jahren in Albuquerque.
2023 wurde ihre Arbeit in die Ausstellung Action, Gesture, Paint: Women Artists and Global Abstraction 1940-1970 in der Whitechapel Gallery in London aufgenommen.

## Auszeichnungen und Ehrungen (Auswahl)
- 1997–1998: Internationales Pollock-Krasner-Stipendium
- 1991: Stipendium der Peter and Madeline Martin Foundation for the Creative Arts, San Francisco
- 1982: Taos Arts Festival, Erster Preis, Kategorie Zeitgenössisch
- 1975: Laguna Beach Museum of Art Auszeichnung
- 1950–1952: Stipendium des San Francisco Art Institute (zwei Jahre)
- 1946–1947: Stipendium des Chouinard Art Institute (zwei Sommer)

## Einzelausstellungen (Auswahl)
- 1968: Santa Barbara Museum of Art
- 1980: Lutz-Bergerson Gallery, Taos
- 1981: Taylor Gallery, Taos
- 1983: The New Gallery, Taos
- 1987: The New Gallery, Houston, Texas
- 1990: Lilly Fenichel: The Early Paintings, The Carlson Gallery, San Francisco
- 1996: Two Views, Site 2121, Albuquerque
- 2001: LewAllen Contemporary, Santa Fe
- 2001: Deconstructing The Surface, Ausstellung / 208, Albuquerque, New Mexico
- 2004: Just You, Just Me, Harwood Museum of Art, Taos
- 2005: Waferboard Serie, New Directions, Taos
- 2007: Just You, Just Me, Artspace 116, Albuquerque
- 2011: White and Other Colors, Ausstellung / 208, Albuquerque
- 2014: Rewind Replay, David/Richard Gallery, Santa Fe

## Sammlungen
- Albuquerque Museum
- Kunstmuseum der Universität von New Mexico
- Harwood Museum, Taos
- Elizabeth Taylor, Beverly Hills, Kalifornien
- AMOCO Oil Corporation, Denver, Colorado
- ADP Corporation, Houston, Texas